# The Amazing Rhythm Aces
The Amazing Rhythm Aces waren eine US-amerikanische Country-Rock-Band aus Memphis, Tennessee.

## Geschichte
Die Band wurde 1974 in Memphis von den beiden Jesse Winchester-Begleitmusikern Jeff Davis und ButchMcDade gegründet. Mit ihren Bandkollegen spielten sie eine von Country-Musik bestimmte, aber auch von Pop und Soul beeinflusste Musik.
Gleich ihre erste LP enthielt einen ersten – später zeigte sich auch: einzigen – Top-Ten-Hit, „Amazing Grace (used to be her favorite song)“. Das Nachfolgealbum erhielt einen Grammy für die beste Country-Gesangsdarbietung. Die folgenden Alben verkauften sich trotz Gast-Auftritten von z. B. Joan Baez und Tracy Nelson immer schlechter, obwohl Kritiker die Aufnahmen lobten. 1981 gab die Gruppe auf.
Nach 15 Jahren versuchte man einen Neustart, der durch McDades Krebstod frühzeitig abgebrochen wurde, jedoch einige Aufnahmen hervorbrachte.

## Diskografie
- 1975: Stacked Deck
- 1976: Too Stuffed to Jump
- 1977: Toucan Do It Too
- 1978: Burning the Ballroom Down
- 1979: The Amazing Rhythm Aces
- 1980: How the Hell Do You Spell Rythum?
- 1997: Out of the Blue
- 1999: Chock Full of Country Goodness
- 2000: Absolutely Live
- 2003: Nothin' but the Blues